# Ді-Кар (провінція)
Ді-Кар (араб. ذي قار) — провінція (мухафаза) Іраку. Територія 12 900 км² з населенням на 2011 рік 1 836 200 осіб. Адміністративний центр — місто Ен-Насирія. На його території існують стародавні шумерські пам'ятники: руїни Ура, Еріду, Лагаша і Нгірсу. До 1976 вілаят Мунтафік.

## Округи
- Аль-Чибаїш
- Насирія
- Ер-Рафа
- Еш-Шатра
- Сук-аль-Шуюк
- Альдавая